# Château de Straupitz
Le château de Straupitz (Schloss Straupitz) est un petit château du Brandebourg de la commune de Straupitz dans la forêt de la Spree.

## Histoire
Il y avait ici un Wasserburg entouré de douves de six à huit mètres de large. La famille von Houwald acquiert la seigneurie de Straupitz en 1644. Le château actuel a été construit entre 1794 et 1798 à la place d'un ancien château Renaissance. Celui-ci est commandé par Karl Willibald von Houwald en style baroque tardif, déjà empreint de classicisme, avec un toit élégant à la Mansart, à comble brisé. Une  entrée entourée de deux colonnes légères mène par un petit escalier au jardin. Au-dessus, un fronton à la grecque marque le milieu de la façade.
En 1820 une petite canalisation de bois apportait de l'eau fraîche au château directement de la source de Pintschen. C'était aussi fort utile pour la brasserie du château. On remarque contre le château un bâtiment des communs (qui servait d'écuries, de remise et d'habitation pour les domestiques et pour l'intendant à l'étage) construit en 1805 et surmonté d'une tour. Celle-ci permettait de surveiller les domaines en cas d'incendie. Elle était ornée d'une horloge.
La famille von Houwald est expulsée du château en 1945 et ses terres nationalisées. Le château devient une école deux ans plus tard et des éléments architecturaux sont détruits au cours des ans. Ce n'est qu'entre 1997 et 2002 que le château est restauré. Il sert toujours d'école aujourd'hui.

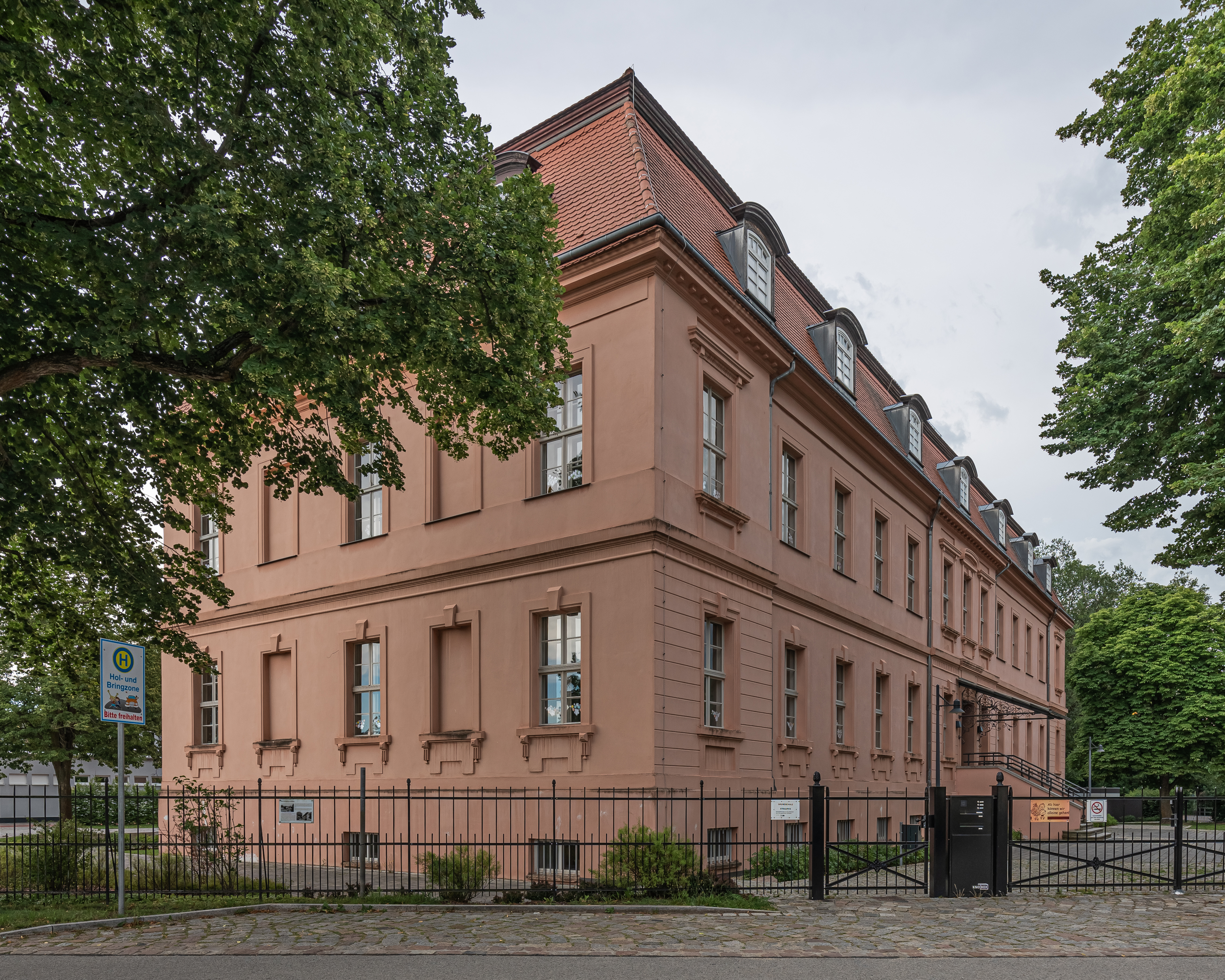
Vue du château, de la cour
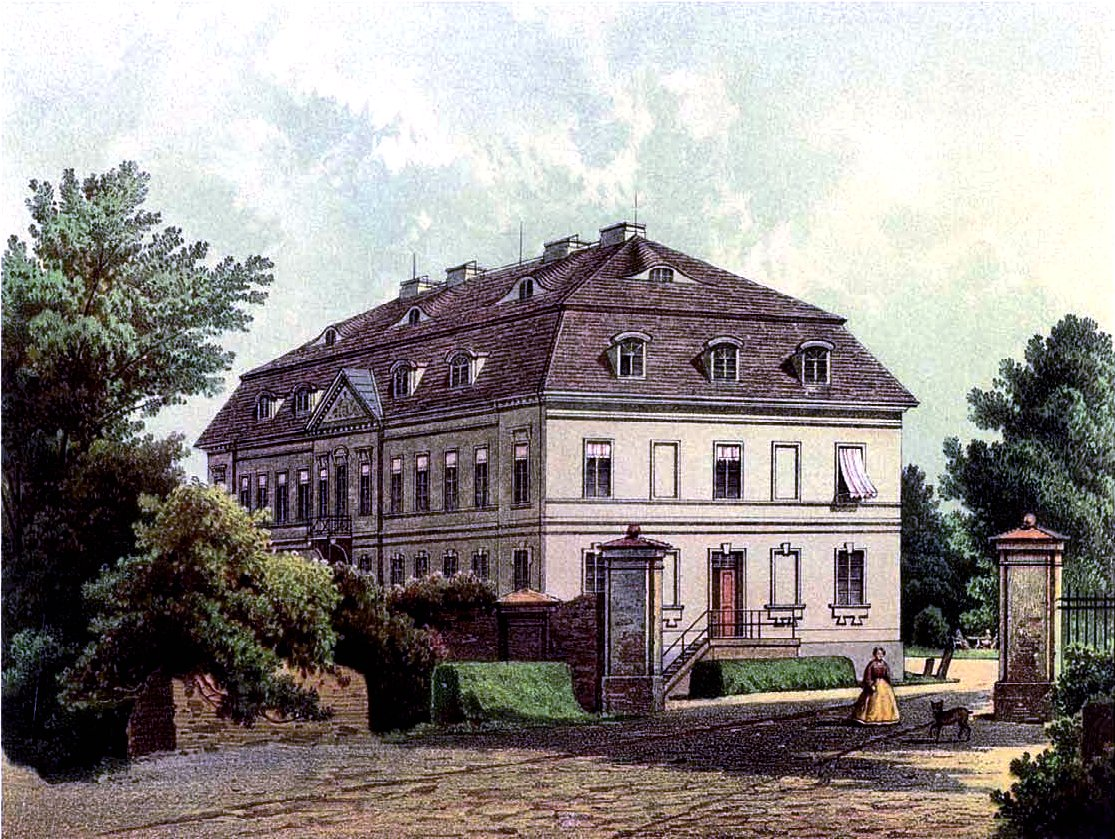
Le château vers 1860, par Theodor Albert (1822-1867)
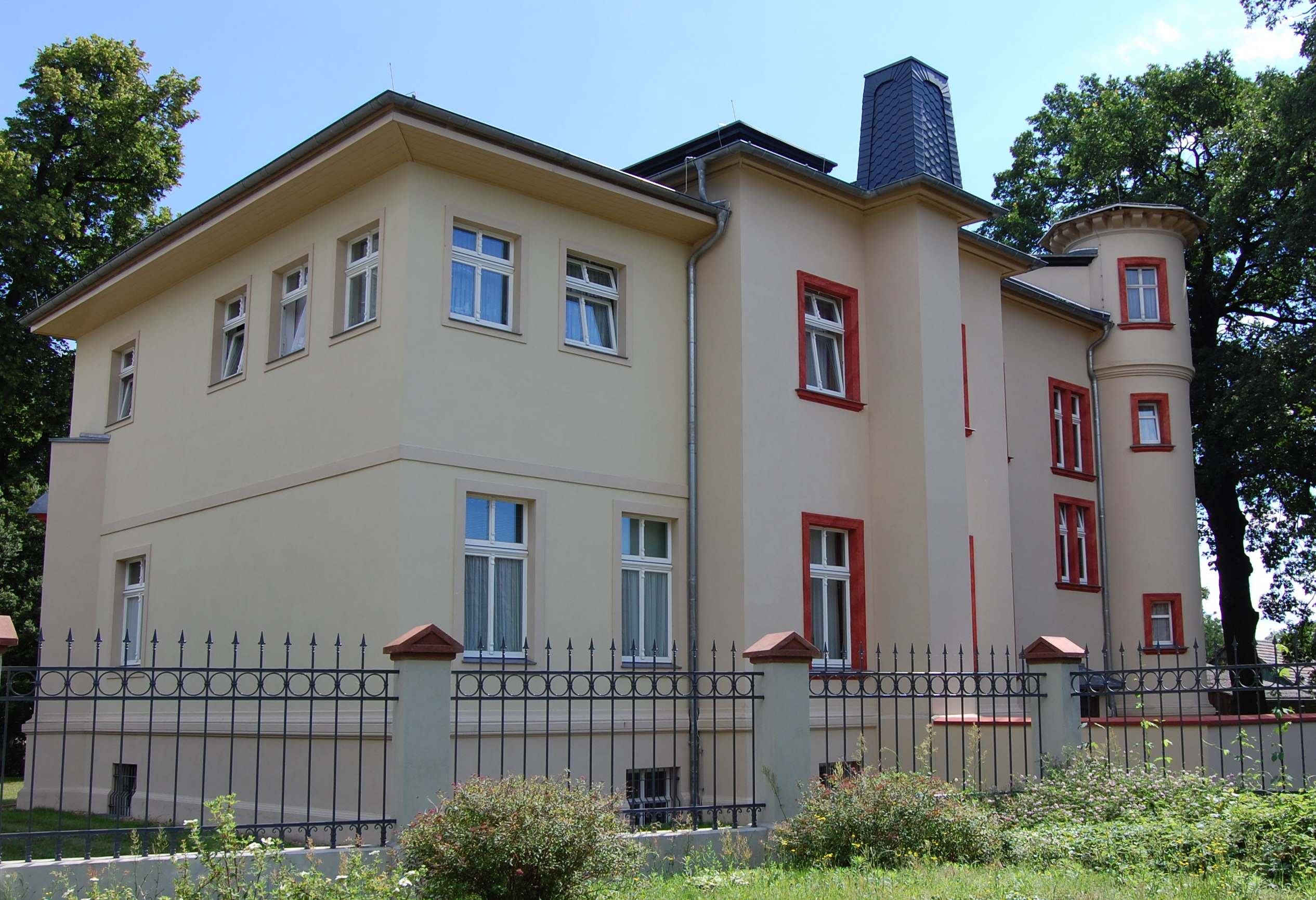
Villa construite à l'entrée du parc pour une veuve de la famille von Houwald, aujourd'hui cabinet de médecins